# 삼성산 (서울/경기)
삼성산(三聖山)은 대한민국 서울특별시 관악구, 동작구, 금천구와 경기도 안양시에 걸쳐 있는 높이 480.9m의 한국의 화강암 산이다. 관악산과 같은 줄기를 이루고 있으며, 도림천 기준으로 서쪽은 삼성산, 동쪽은 관악산이다.

## 전해오는 이야기
『신증동국여지승람』 금천현에 '현 동쪽 10리 지점이 있는데, 진산이다'라고 기록되어 있는데 1757년(영조 33)에 홍양한(洪良漢)의 건의로 각 읍에서 편찬한 읍지를 모아 책을 만든 전국 읍지(邑誌)로 알려진 『여지도서(輿地圖書)』 금천현에는 '관아의 동쪽에 있다. 민간에 전하는 말에 따르면, 무학(無學), 나옹(懶翁), 지공(智空) 세 큰 스님이 각각 절 지을 곳을 점치고 살았기 때문에 삼성산이라 이름 하였다고 한다'라고 기록되어 있다.
관악산의 자락으로 삼성산의 지맥 줄기에 있는 국사봉(國思峰, 181m)은 동작구에 위치해 있다. 동쪽으로는 국립묘지의 진산으로 알려진 화장산(華藏山, 일명 갯말산, 대머리산, 공작봉(孔雀峰)으로 불림) 지맥과 이어진다.
지덕사(至德祠)가 위치한 남쪽 산으로 이 지명은 양녕대군이 여기에 올라 경복궁을 바라보며 나라와 세종의 일을 염려하였다는 뜻에서 나라 국(國), 생각할 사(思)를 붙인데서 유래되었다고 전해진다.

## 등산로
1. 관악구에서 출발 코스

- 관악산 둘레길 : 서울대 정문 인근 - 경로구역 화장실 - 돌산 - 장군봉 - 국기봉 - 삼성산

## 같이 보기
- 한국의 산
- 서울의 산 목록
- 관악산
- 낙성대
- 서울특별시의 지질
- 한국의 화강암